# Kościół św. Michała Archanioła w Bytomiu-Suchej Górze
Kościół Świętego Michała Archanioła – rzymskokatolicki kościół parafialny należący do dekanatu Żyglin diecezji gliwickiej. Znajduje się w bytomskiej dzielnicy Sucha Góra.

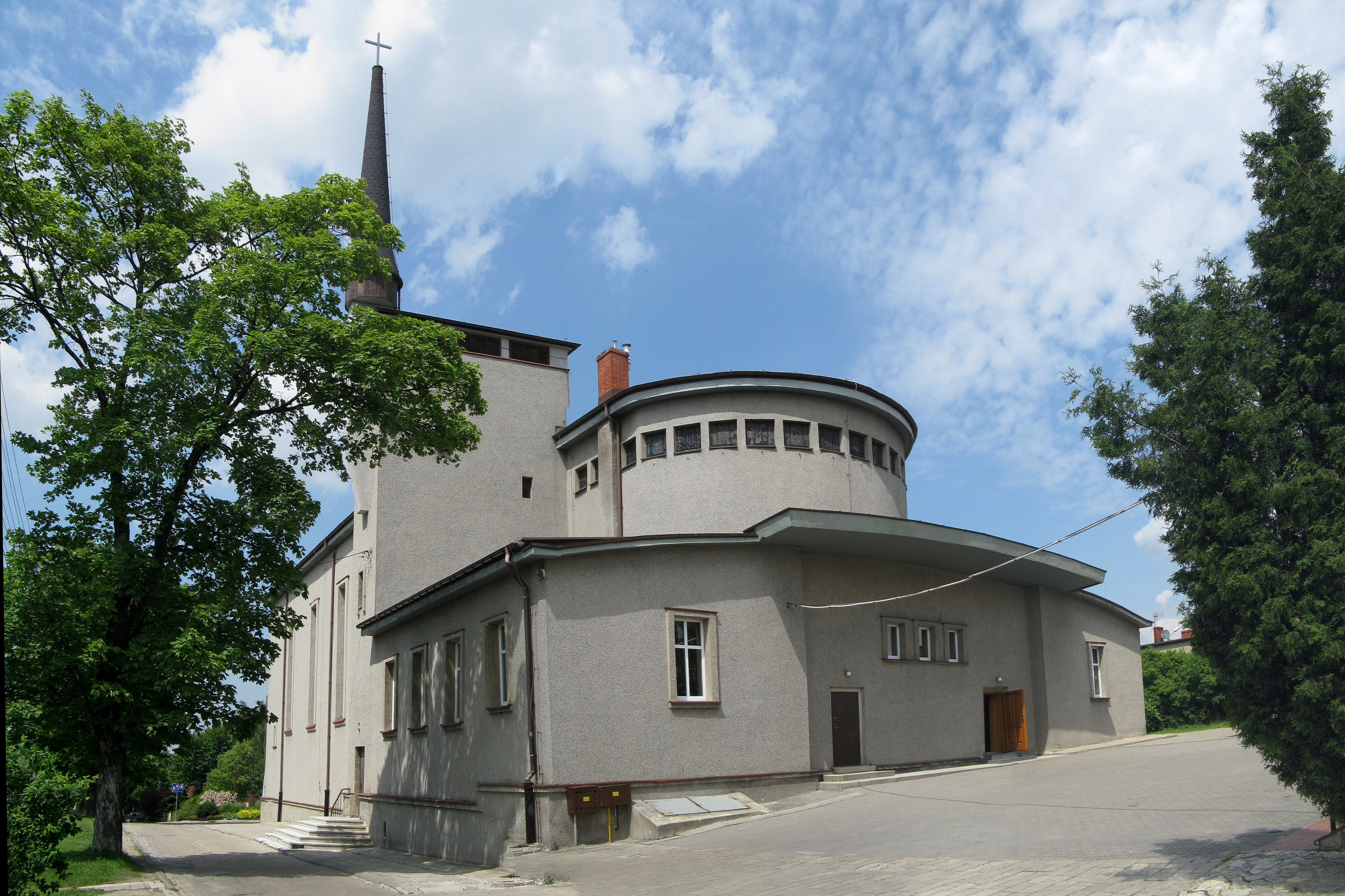
Widok na kościół od południowego wschodu (2018)

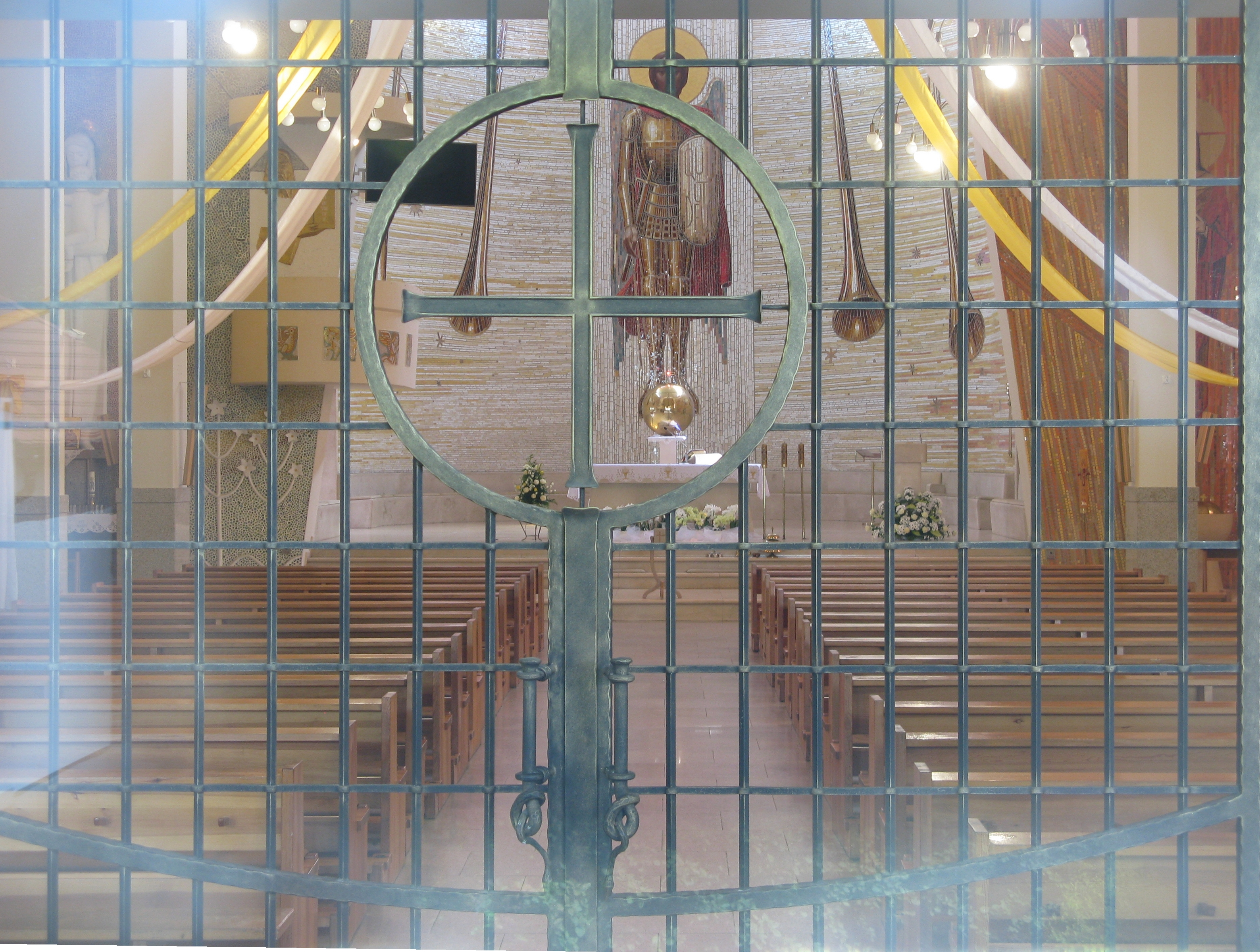
Krata i wnętrze świątyni (2018)

Prace budowlane zostały rozpoczęte w dniu 1 sierpnia 1951 roku. Na wyraźny nakaz władz rządowych budowa została przerwana w dniu 13 sierpnia 1951 roku. Pomimo tego w dniu 30 września 1951 roku biskup katowicki Stanisław Adamski sprawował na placu kościelnym mszę świętą polową, podczas której poświęcił kamień węgielny pod budowę świątyni. 27 października 1951 roku kapituła katedralna diecezji katowickiej wyraziła zgodę na utworzenie nowej, samodzielnej placówki duszpasterskiej w Suchej Górze. Konsekwencją tej decyzji było utworzenie 8 stycznia 1952 roku kuracji pod wezwaniem Świętego Michała Archanioła (dekret zaczął obowiązywać od 1 lutego tego samego roku). Po „odwilży gomułkowskiej”, w styczniu 1957 roku, wznowiono prace budowlane. Projekt świątyni został opracowany przez architekta Jacka Olpińskiego z Zabrza. Nowa świątynia została poświęcona 1 listopada 1959 roku przez biskupa pomocniczego Juliusza Bieńka. Dekretem biskupa katowickiego Stanisława Adamskiego z dnia 20 grudnia 1957 roku kuracja w Suchej Górze została podniesiona do rangi parafii. Pierwszym proboszczem został budowniczy świątyni – ksiądz Paweł Jaskółka. Drugi proboszcz parafii, ksiądz Herbert Jeziorski, patronował budowie wieży świątyni. 26 września 2010 roku biskup Gerard Kusz poświęcił nowy ołtarz soborowy, mozaikę i organy. Prezbiterium zaprojektował i mozaikę wykonał Szymon Prandzioch, któremu  pomagał Witold Prandzioch, ojciec artysty. Ołtarz i posadzka zostały wykonane przez firmę Dulemba. Organy Richarda Landau powstałe w 1926 roku, które wcześniej były umieszczone w starym kościele Najświętszego Serca Pana Jezusa w Gliwicach, przeniósł i odnowił Henryk Hober z Olesna.